# Coole Piet

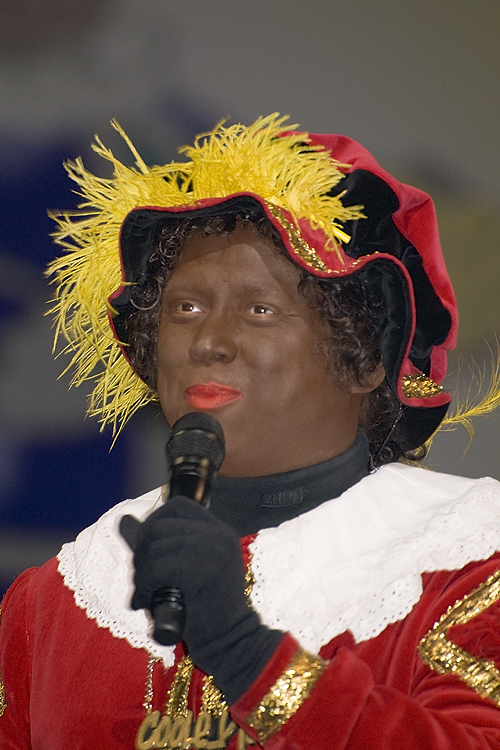
Coole Piet im Jahr 2007 in "Het Feest van Sinterklaas"

Coole Piet ist eine fiktive Fernsehfigur aus der populären niederländischen Seifenoper De Club van Sinterklaas.

## Hintergrund
Diese wurde zunächst vom Kindersender Fox Kids und seit 2005 von Jetix ausgestrahlt. Die Figur wurde nach dem großen Erfolg der ersten Staffel kreiert und ist seit 2001 eine feste Figur der Serie. Lose angelehnt ist die Rolle – ebenso wie die anderen 20 Pieten der Serie – an die im niederländischen Brauchtum verwurzelte Figur des Zwarten Piet, einem Pendant zum Krampus oder Knecht Ruprecht. Dargestellt wird sie von dem niederländischen Schauspieler Harold Verwoert. 
Maßgeblich zur Popularität der Figur trugen die Titellieder der Serie bei, die seit 2001 vom Coolen Piet gesungen werden. 2004 erschien erstmals ein Titelsong als Single. Im Jahr darauf erreichte der Coole Piet mit De Streken van Tante Toets erstmals Platz 1 der niederländischen Singlecharts. Im Jahr darauf konnte er diesen Erfolg mit dem Titellied der siebten Staffel wiederholen.

## Sinterklaashits des Coolen Piet
- De Nieuwe Club van Sinterklaas (2001)
- Spring Op en Neer (2001)
- Dit Ga Je Toch Niet Menen (2002)
- Blafpoeder (2003)
- De Brieven van Jacob (2004)
- De Streken van Tante Toets (2005)
- Paniek in de Confettifabriek (2006)
- De Speelgoeddief (2007)